# インフォマティクス
インフォマティクス（英語：informatics）は、情報学・情報処理・情報システム・情報科学といった分野の周辺ないし関連分野である。自然物または人工物としての情報の管理、構築、蓄積などを研究対象とし、概念的あるいは理論的な基盤の発達を目的とする。コンピュータの発達により、個人的にも組織的にも情報をコンピュータで扱うようになり、現在では主に社会的認知の側面を対象とした情報技術の影響を研究が行なわれている。またバイオインフォマティクス（bioinformatics）など、インフォマティクスという用語は特殊化された情報の管理やデータ処理、情報知識の統合、概念的または理論的な情報の統合といった事柄を示す。
情報学の記事も参照のこと。
情報の数理的性質を扱う情報理論（information theory）が根底にあり、あるいはその応用と考えられる分野とも言える。社会に存在する情報の集合や分類、操作、蓄積、検索あるいは拡張性を範囲内に収め、さらに人工知能（artificial intelligence）－コンピュータの知能、学習、適応性を研究する分野－やコンピュータ科学－コンピュータを扱った情報処理、コミュニケーション、計算装置の設計を扱う分野（工学部等の場合には情報工学とも）－とも深く関係している。

## 語誌
1957年、ドイツの計算機科学者カール・ステインブッシュ(Karl Steinbuch)によって、同年出版された論文「Informatik: Automatische Informationsverarbeitung (i.e. "Informatics: automatic information processing")」からインフォマティクスという語が造られた。
フランス語の「informatique」は1962年にフィリップ・ドレイファス（en:Philippe Dreyfus）によって、ウォルター・Ｆ・バウアー（Walter F.Bauer）が提案した英語の「informatics」を、同時勝手に翻訳することにより造られた。ウォルター・Ｆ・バウアーは「Informatics General Inc.」というコンピュータ会社を共同設立した人物でもある。
語としては、情報の相互作用（interactions）の自動化を扱う科学、という意味で"information"と"automatic"を融合させたものと見ることもできる。語形論からは、informati-on+icsという語法は言語学（linguistics）、経済学（economics）など多くの分野で見られるものである。そして言語学的には、情報科学と実際の情報処理の両方を収める意味であると容易に拡張できる。
インフォマティクスという語は西欧では取り入れられ、英語を除き、「計算機科学」や「情報科学」といった広い意味に翻訳された。ロシア語の「informatika (1966)」や英語の「informatics (1967)」として科学情報の理論として表され、さまざまな団体（例えば、学会など）における情報技術の研究や、情報技術と社会の相互作用の意味を含む言葉として議論された。
インフォマティクスは科学情報の構築物や成果物を研究する学術分野であり、活動や理論、歴史、方法論、組織化などと同様に整っている。
これまで語の使用法は三通りに定義されてきた。一つ目は、科学情報の制限を取り除いたビジネスや法的な意味を含む用法。二つ目は、現在のコンピュータによるデジタル化といった中心的な用法。三つ目は、科学情報の基礎として人々が認識してきた、情報の表現、処理、コミュニケーションなどの研究として新しく追加された用法である。情報学研究は今日の中心的なものであるが、インフォマティクス（生物学的または社会的な情報分野）は計算機科学（コンピュータによるデジタル化を中心とする分野）とは区別して考える。同様に、表現やコミュニケーションの研究に関してインフォマティクスは無関係である。しかしながら、コミュニケーション論は、ジェスチャー、スピーチ、言語などの研究をネット上のコミュニケーションやネットワーク活動と同等に扱っている。
インフォマティクスの広義の解釈は、1994年エディンバラ大学によって「コンピュータシステムにおける構造、行動、自然的または人工的な相互作用」というように紹介された。当時設立された情報学部（University of Edinburgh School of Informatics）は現在でも残っている。この解釈は2006年現在のイギリスにおいてもますます利用され、システム上の表現、処理、コミュニケーションなどの研究を含み、情報技術の全てと認知的、社会的側面をも持っている。中心的な概念は情報の変化であり、それは計算やコミュニケーションであり、有機物や人工物でもある。そのような意味では、インフォマティクスは計算機科学、認知科学、人工知能、情報学や関連分野を含み、コンピュータシステムや設計と同様に計算機科学の自然的な範囲にも広がっている。アリゾナ大学では、このような広い定義を「School of Computing and Informatics」として2006年9月に採用した。
また日本では、高校の教科「情報」の実施が広まった際に、その英訳としての英文表記に関し Informatics を使うように、2017年4月18日に情報処理学会から提言が出されている。
インディアナ大学情報学部（Indiana University School of Informatics）ではインフォマティクスの定義を「情報技術における芸術的、科学的、人間的な面」と「社会の技術革新と応用に対する研究」の二つに定義している。これらの定義は広くアメリカでも受け入れられており、コンピュータの自然利用に関する研究は当てはまらないとするイギリスの使用法とは異なっている。
カリフォルニア大学アーバイン校情報学部（Department of Informatics）では、インフォマティクスを「情報技術の影響、利用、応用、デザインなどを学際的に扱う分野」と定義している。学術分野としてのインフォマティクスは、情報をデザインするという認知に基づいており、分野的に独立していない。しかし、科学技術と現実世界の関係には注目しなければならない。つまり、インフォマティクスは情報技術を使った文化的または組織的な要因を考慮しながら、概念的な解決策を模索するのである。
英語で発音されるインフォマティクスは、当初「メディカルインフォマティクス」と混同された。メディカルインフォマティクスとは、「医療の現場における認知、情報処理、コミュニケーションと、仕事を支えるための教育、研究、科学技術」という意味合いである。このような混乱は現在でも多く存在し、それらのほとんどはインフォマティクスの応用領域である別の分野として考えられている。

## 商標
「インフォマティクス」は1966～1985年の間、米国の「Informatics Inc.」が商標登録していた。2006年10月現在では、米国の特許と商標のデータベースを検索しても商標としての単独の「インフォマティクス」は存在しない（他の多くの語に含まれる複合語には存在する）。

## 注
1. ↑  歴史的事情により混乱があったため、訳語としての「情報学」は、英語informaticsに対応していることもあればinformation scienceに対応していることもある。また、「情報学」の記事に詳細があるが、英語information scienceは、日本において「情報科学」と呼ばれた範疇とはすこし違う分野を指し、日本ではもっぱら「情報学」の語が使われたという歴史的事情がある。
2. ↑  高等学校教科「情報」の英文表記について-情報処理学会